# Кудрявцев, Вячеслав
Вячеслав Кудрявцев (латыш. Vjačeslavs Kudrjavcevs; род. 30 марта 1998 или 30 марта 1999, Рига) — латвийский футболист, вратарь клуба «Валмиера».

## Клубная карьера
Начал профессиональную карьеру в 16-летнем возрасте в составе клуба «Тукумс 2000» из Первой лиги Латвии. После этого выступал за «Юрмалу» (2014), «Бабите» (2016—2017) и «Ригу» (2017). В ноябре 2017 года прибыл на просмотр в варшавскую «Легию» с которой в итоге подписал контракт. За основной состав «Легии» латвийский вратарь так и не сыграл. В начале 2019 года вернулся на родину, присоединившись к «Вентспилсу». В составе команды дебютировал в еврокубках, сыграв в двух матчах квалификации Лиги Европы против португальской «Витории» из Гимарайнша (0:9).
В феврале 2020 года перешёл в «Стомиль» из Первой лиги Польши. Спустя полгода был отдан в аренду «Видзеву».

## Карьера в сборной
С 2020 года выступает за молодёжную сборную Латвии до 21 года.